# Reinhold Weier
Reinhold Weier (* 6. Februar 1928 in Fulda; † 27. Oktober 2009 in Trier) war ein deutscher katholischer Theologe und Dogmatiker.

## Leben
Weier erwarb 1946 das Abitur am Domgymnasium in Fulda. In Fulda und Würzburg studierte er Philosophie und Katholische Theologie. In Würzburg promovierte er 1951 mit einer in Latein verfassten Arbeit zum Dr. phil. Er wurde am 19. Juli 1953 von Johannes Baptist Dietz zum Priester geweiht und wirkte zunächst als Kaplan in Anzefahr bei Kirchhain, ab 1956 in St. Johannes (Kugelkirche) in Marburg. 1961 wurde er beurlaubt für eine wissenschaftliche Assistenz an der Johannes Gutenberg-Universität Mainz, wo er 1965 in katholischer Theologie promoviert wurde und sich 1968 mit einer Arbeit über „Das Theologieverständnis Martin Luthers“ habilitierte. Zum 3. Juli 1968 erhielt er die Professur für Dogmatik und Dogmengeschichte II an der Theologischen Fakultät Trier, von welcher er 1996 emeritiert wurde.
Sein Grab befindet sich auf dem Friedhof von St. Paulin.
Weiers Brüder waren ebenfalls im Hochschulbereich tätig. 
- Winfried Weier (* 26. April 1934 in Fulda; † 5. Oktober 2013 in Reichenberg (Unterfranken)) war Hochschullehrer an den Universitäten Salzburg (1967–1999) und Würzburg (1972–1999) im Fach Philosophie und ist Träger des Silvesterordens.
- Josef Weier (* 17. März 1927; † 3. Dezember 2009) lehrte von 1965 bis 1992 das Fach Mathematik an der Universität Bonn. Er war Mitglied der Deutschen Gesellschaft für Luft- und Raumfahrt.

## Werke (Auswahl)
- Der Liber de emendatione intellectus humani des Ulrich Weis, 1951.
- Das Thema vom verborgenen Gott von Nikolaus von Kues zu Martin Luther, Mainz 1965.
- Das Theologieverständnis Martin Luthers, Verlag Bonifacius-Druckerei, Paderborn 1976.
- Vom Wege des Christen, Pattloch, Aschaffenburg 1983.
- Der rechte Ernst einer Predigt: eine dogmatische Quästio. Paulinus, Trier 2000.